# Fabian Gottlieb von Bellingshausen
Pour les articles homonymes, voir Bellingshausen.
Fabian Gottlieb Thaddeus von Bellingshausen (en russe : Фаддей Фаддеевич Беллинсгаузен, Faddeï Faddeïevitch Bellinsgauzen), né le 18 août 1778 à Lahetaguse sur l'île d'Ösel (aujourd'hui Saaremaa) en Estonie alors possession russe et mort le 25 janvier 1852 à Kronstadt), est un amiral de la flotte impériale russe qui fut explorateur de l'Antarctique. Entre les années 1819 et 1821, il effectue son second tour du monde, avec deux sloops, le Vostok (Восток, « L'Orient ») et le Mirny (Мирный, « Le Paisible ») placés sous le commandement de l'amiral Mikhaïl Lazarev. Il navigue dans l'océan Antarctique à bord du sloop Vostok qu'il commande.
Il fut l'un des pionniers de l'Antarctique, explorateur de l'Australie, de l'Océanie et prit part en tant qu'admiral à la guerre russo-turque de 1828-1829.

## Biographie
Bellingshausen naît le 20 septembre 1778 dans une famille noble germano-balte au domaine de Lahhetagge (aujourd'hui Lahetaguse) sur l'île d'Ösel dans le gouvernement de Livonie (actuelle Estonie), qui était à l'époque une province de l'Empire russe. En 1789, Bellingshausen entre au Corps naval des Cadets. Il est diplômé de l'Académie navale de Kronstadt à 18 ans. Il prend part à une expédition au grade de garde-marine au large des côtes d'Angleterre. Il est promu en 1797 jusqu’au grade de capitaine.
Grand admirateur des voyages de Cook, il embarque lors de la première expédition russe autour du monde sur le vaisseau Nadejda (« Espoir ») sous le commandement d'Adam Johann von Krusenstern en 1803 et achève sa mission en 1806. Il commande ensuite de 1810 à 1819 différents navires en mer Baltique et en mer Noire. En 1819, il est élevé au grade de capitaine de 2e rang.

### Expédition en Antarctique, en Océanie

Expédition de Bellingshausen en Antarctique.

En 1819, quand le tsar Alexandre Ier autorise une expédition dans les mers polaires australes, l'amirauté choisit Bellingshausen pour la diriger. Parti de Kronstadt le 4 juin 1819, le 5 septembre de la même année, il quitte Portsmouth avec 2 navires, une corvette de 600 tonneaux, le Vostok (« l'Orient ») et un navire de soutien de 530 tonneaux le Mirnyi (« le Pacifique », commandé par Lazarev) à destination de la Géorgie du Sud. Il jette l'ancre dans le port de Rio de Janeiro le 2 novembre et atteint la Géorgie du Sud en décembre.
En hommage au marquis de Traversay, organisateur de cette expédition polaire, il attribue le nom de Marquis de Travers à un archipel puis se dirige au sud des îles Sandwich du Sud et à l'extrême sud.
Le 2 février 1819, un glacier situé à l'est de la côte Princesse Martha (Antarctique est) est baptisé glacier Bellingshausen. Les 17 et 18 février 1819, ils approchent de la rive. Des études scientifiques débutent, une description des lieux est entreprise, ainsi qu'un recensement de la flore et de la faune. Grâce au journal de bord tenu par Bellingshausen au cours de ses 721 jours de navigation dans le Pacifique, l'Atlantique et l'Antarctique, une documentation très précise permit de découvrir les mœurs et coutumes des peuples autochtones et les découvertes scientifiques. En outre, vingt-et-une îles sont découvertes au cours de ce long périple.
Le 26 janvier 1820, il est le deuxième explorateur à franchir le cercle polaire antarctique, le premier avait été James Cook. Le 28 janvier, l'expédition découvre les terres continentales de l'Antarctique, approchant des côtes au point de coordonnées 69° 21′ 28″ S, 2° 14′ 50″ O. C'est la première expédition inaugurale officielle en Antarctique.
Les deux navires quittent l'Antarctique et se dirigent vers l'Australie, accostant à Port Jackson en avril 1820. Les différentes réparations ayant été effectuées, Bellingshausen et Lazarev appareillent vers de nouveaux horizons. Ils découvrent alors les îles Tuamotu, et attribuent des noms de personnalités militaires et politiques russes à plusieurs îles habitées (29) : îles Russes, île Lazarev, et d'autres. En septembre 1820, les deux sloops ancrent de nouveau à Port Jackson.
Une nouvelle expédition en Antarctique occidentale est entreprise. Dans le courant de janvier 1821, une nouvelle île est découverte et reçoit le nom de Pierre Ier. Une nouvelle terre est baptisée Alexandre Ier. Les deux sloops se dirigent ensuite vers les Shetland, de nouvelles îles sont alors l'objet d'études minutieuses, chacune d'elles recevant le nom d'une grande bataille de la guerre patriotique de 1812 : Borodino, Smolensk, Waterloo, Leipzig et d'autres, également des noms de personnalités de la Marine impériale de Russie.
Son journal de bord, avec le rapport au ministre de la Marine impériale en date du 21 juillet 1821 et d'autres documents attestent qu'il a bien découvert le continent, bien que les coordonnées rapportées soient à 20 milles de la côte antarctique. Rassemblant toutes ces preuves, les Russes réclament que Bellingshausen soit considéré comme le découvreur de la Terra Australis plutôt qu'Edward Bransfield, un officier anglais de la Royal Navy ou que Nathaniel Palmer, un navigateur américain.
Durant son voyage, Bellingshausen visite aussi les îles Shetland du Sud et découvre et nomme l'île Pierre Ier. L'expédition continue dans le Pacifique en remontant vers les tropiques. Il arrive à Rio de Janeiro en mars 1821,. Fin juillet 1821, Le Vostok et Le Mirny reprennent le chemin de Kronstadt. Cette expédition fut très enrichissante concernant les études hydrographiques et climatiques. Elle livra des trésors botaniques, zoologiques et ethnographiques.
Après son retour à Kronstadt le 4 août 1821, sans accueil triomphal, Bellingshausen continue de servir le tsar. Bellingshausen tente de découvrir une possibilité de navigation sur le fleuve Amour, mais cette tentative échoue. En raison de mauvaises conditions météorologiques, il est dans l'incapacité d'apporter la preuve de la méprise de La Pérouse, qui déclarait en 1787 que les îles Sakhaline étaient une péninsule reliée à un isthme sableux d'un continent. Bellingshausen est élevé au grade de kontr-admiral.
L'expédition Bellingshausen fut considérée comme l'une des plus importantes et difficiles après celles de James Cook. En outre, le Vostok et le Mirny n'étaient pas adaptés pour la navigation dans les glaces.
En 1826, il épousa Anna Dmitrievna Baïkovaga. Sept enfants naquirent de cette union : Elise von Bellingshausen : Épouse de Paul Gerschauga ; Catherine von Bellingshausen ; Helena von Bellingshausen ; Maria von Bellingshausen (1836-1863).
Il combat pendant la guerre russo-turque de 1828-1829, prenant part au siège et à la prise de la forteresse de Varna. Le 6 décembre 1830, il est promu vitse-admiral. La même année, le commandement d'une escadre de la flotte de la Baltique lui est confié. En 1839, il occupe le poste de gouverneur militaire de Kronstadt et il est promu la même année amiral de la Marine impériale et décoré de l'Ordre de Saint-Vladimir (1re classe).
En 1845, il est nommé membre de la Société de Géographie et en 1848, membre honoraire du Comité scientifique de la marine.
Il meurt le 25 janvier 1852 à Kronstadt.

## Distinctions
- 1839 : Ordre de Saint-Vladimir (1re classe)

## Postérité

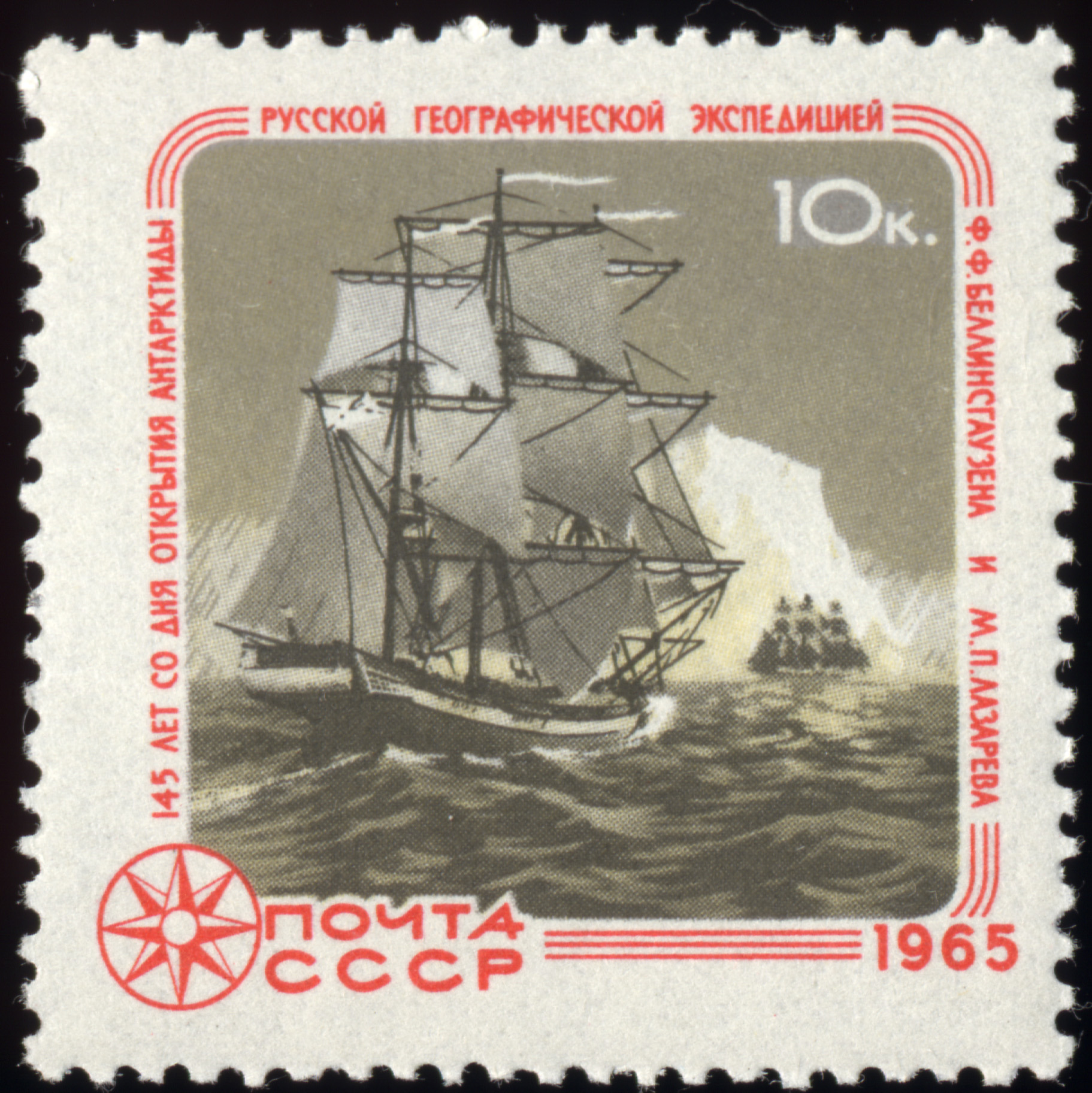
Timbre soviétique de 1965, émis à l’occasion du de l’expédition géographique russe - F. F. Bellingshausen et M. P.Lazarev

### Monument érigé en mémoire de l'amiral von Bellingshausen
Un monument de bronze fut érigé dans le jardin d'été de Kronstadt le 11 septembre 1870, construit grâce à des fonds collectés parmi les amiraux de la Marine impériale de Russie. Le monument possède une hauteur totale de 2,02 mètres. La statue est haute de 2,01 mètres. Elle est l'œuvre du sculpteur Ivan Schroeder (1835-1908).

### Toponymies
Son nom a été donné à différents lieux de l'Antarctique et d'ailleurs : 
- Mer de Bellingshausen : une des mers de l'océan Austral
- Cap Bellingshausen : situé sur l'île Sakhaline ;
- Île Bellingshausen : située dans les îles Sandwich du Sud ;
- Îles Thaddeus (en) : situées dans la mer des Laptev ;
- Baie Thaddeus (en) : située sur la mer des Laptev sur la côte de Taymir ;
- Glacier Bellingshausen : plateau de glace situé à l'est de la côte Princesse Martha (est Antarctique de près de 100 kilomètres de long ;
- Cratère Bellingshausen : situé sur la Lune ;
- Station polaire Bellingshausen : station russe antarctique située sur l'Île du Roi-George dans les îles Shetland du Sud, fondée le 22 février 1968 par l'URSS, près de la station fut construite l'église orthodoxe de la Sainte-Trinité ;
- Manoir Bellingshausen : situé dans le village de Lopoukhinka (ru);
- Plaque Bellingshausen : ancienne plaque tectonique de la lithosphère terrestre. Elle fusionna avec la plaque antarctique ; elle est située à proximité de la Terre Marie Byrd;
- Bellingshausen, autre nom de l'atoll Motu One dans les îles de la Société en Polynésie française
- Timbre poste émis par l'Union soviétique en 1965.